# Gmina Słupia (Powiat Skierniewicki)
Die Gmina Słupia ist eine Landgemeinde im Powiat Skierniewicki der Woiwodschaft Łódź in Polen. Ihr Sitz ist das gleichnamige Dorf mit etwa 730 Einwohnern.

## Gemeinde
Zur Landgemeinde Słupia gehören 14 Dörfer mit einem Schulzenamt:
Bonarów
Bonarów-Działki
Gzów
Krosnowa
Marianów
Modła
Nowa Krosnowa
Podłęcze
Słupia
Słupia-Folwark
Słupia-Pokora
Winna Góra
Wólka-Nazdroje
Zagórze

## Verkehr
Der Haltepunkt Krosnowa an der Bahnstrecke Warszawa–Katowice liegt im Gemeindegebiet.